# Amed Bozan
Amed Bozan, född 25 februari 1989, är en svensk skådespelare. 
Efter militärtjänstgöring arbetade Bozan som förstärkningsbefäl. Han har kurdisk bakgrund.
Bozan avlade examen från Teaterhögskolan i Stockholm 2019. Han uppmärksammades för rollen som Husam i TV-serien Kalifat (2020). Rollen gav honom ett Kristallenpris i kategorin "Bästa skådespelare". Bozan har även varit verksam vid bland annat Folkteatern i Göteborg och Uppsala Stadsteater. 2023 spelade han en av huvudrollerna i P3:s dramaserie Brottskod 06.

## Filmografi
- 2020 – Kalifat (TV-serie)
- 2021 – Beck – Den förlorade sonen
- 2022 - Älskade Samir
- 2023 – Konferensen
- 2024 - Vargasommar